# やっぱイチバン☆もっとパラダイス
『やっぱイチバン☆もっとパラダイス』は、2000年4月1日から2007年12月28日まで東海テレビで放送された広報ミニ番組である。副題は『松村教授のテレビ予報』（まつむらきょうじゅのテレビよほう）で、番組表上では「やっぱ!松村教授のテレビ予報」もしくは「やっパラ」などと表記されることも多かった。

## 概要
松村邦洋や勅使河原由佳子らが出演していた番組で、彼らが東海3県で開催されるイベントや公演などをリポートをするその模様を毎回放送していた。また、東海テレビ制作昼の帯ドラマの宣伝なども併せて行っていた。
週末昼に本放送を行い、その2日後の日曜深夜に再放送を行うというのがこの番組の定番のスタイルだった。
番組のラストでは毎回視聴者プレゼントクイズを実施していたが、その内容は本放送版・再放送版ともに同じだった。応募締め切り日は火曜から翌週金曜までとなっていた（週によって変動）。
番組はその後、東海テレビのマスコットキャラクターがヤッパくんからわんだほへ交代したことにより終了。最終回では、東海テレビと大きな繋がりがあるラジオ局・東海ラジオのスタジオで収録が行われた。2008年以降は東海テレビの番宣番組として、アニメの勅使河原とわんだほが番組を紹介する『チャンネルわんだほ』というミニ番組が放送されている。

## 出演者
松村邦洋
“東海テレビ大学教授”という肩書きで出演。番組の収録中は常に白衣と蝶ネクタイを着用していた。
勅使河原由佳子（東海テレビアナウンサー）
松村の秘書として出演。松村とは対照的に、勅使河原の服装はバリエーションに富んでいた。
ヤッパくん（東海テレビマスコットキャラクター）
出演していたのはアニメキャラクターではなく、彼の着ぐるみだった。

## 放送時間
前述の通り、番組は週2回の放送を実施していた。再放送版は本放送版に比べると放送時間が若干短かったが、これは一部の内容をカットしてダイジェストにしたものを放送していたからである。

### 本放送
- 土曜 11:45 - 12:00 （2000年4月 - 2002年9月）
- 土曜 11:30 - 11:45 （2002年9月 - 2003年3月）
- 金曜 11:10 - 11:30 （2003年3月 - 2007年12月）

### 再放送
- 日曜 24:45 - 24:55 （1日遅れ、2000年4月 - 2003年3月）
- 日曜 24:15 - 24:25 （2日遅れ、2003年4月 - 2007年12月） - 『EZ!TV』などが放送されていた時間帯の編成が見直されたことにより、以後は30分繰り上げて放送。